# بی‌عدالتی معرفتی
بی‌عدالتی معرفتی (به انگلیسی: Epistemic injustice) که از آن به عنوان خشونت معرفتی نیز یاد می‌شود مفهومی فلسفی است که در شناخت نابرابری اجتماعی و تبعیض مورد استفاده قرار می‌گیرد. بی‌عدالتی معرفتی به بازنمایی اشتباه و تغییر سیستماتیک معنایی گفته می‌شود که فرد یا گروهی از افراد مراد می‌کنند؛ همچنین به تمایز ناعادلانه قائل شدن در اتوریته و جایگاه کلام فرد یا گروهی از افراد نیز اطلاق می‌شود.
این اصطلاح اولین‌بار توسط میراندا فریکر فیلسوف انگلیسی به عمومیت رسید، هر چند قبل از آن هم اسپیواک از این اصطلاح در نوشته‌های خود استفاده کرده بود.

## انواع بی‌عدالتی معرفتی
بی‌عدالتی شناختی در حالت‌های مختلفی خود را نشان می‌دهد.
اسپیواک این مثال را برای یکی از موقعیت‌های خشونت معرفتی مطرح می‌کند: زمانی که دیگران جلوی سخن گفتن فردی فرودست دربارهٔ خودش یا خواسته‌هایش را می‌گیرند، با این ادعا که آن‌ها بهتر از فرد فرودست خواسته‌هایش را می‌شناسند.
فریکر بی‌عدالتی معرفتی را به دو دسته تقسیم می‌کند:
- بی‌عدالتی در گواهی دادن: در ماجرای قتل استیون لورنس که در انگلستان بسیار معروف و رسانه‌ای شده، پلیس از دوست سیاهپوست لورنس به قدر کافی در تحقیقات‌اش کمک نمی‌گیرد؛ با وجود اینکه دوست لورنس شاهد قتل بوده و محلهٔ محل وقوع جرم را به خوبی می‌شناخته! سال‌ها بعد اداره پلیس به خاطر این قصورش در این ماجرا محکوم به پرداخت جریمهٔ مالی سنگینی می‌شود.
- بی‌عدالتی هرمنوتیکی: زمانی که یک پدیده چون اسم‌ها و مفاهیم رایج در موردش وجود ندارند به قدر کافی توسط عموم جامعه یا حتی توسط خود افرادی که آن را تجربه می‌کنند درک نمی‌شود؛ مثلاً در دهه ۱۹۷۰ میلادی برای اولین بار اصطلاح «آزار جنسی» ساخته و مطرح شده. به گفتهٔ فریکر تا قبل از این سال زنانی که آزار جنسی را تجربه می‌کردند خیلی سخت‌تر می‌توانستند که از تجربه و حس خود سخن بگویند. بعد از ابداع این اصطلاح در دههٔ ۷۰ میلادی زن‌ها راحت‌تر می‌توانند تجربهٔ خودشان را فهم کنند، اما هنوز هم تا سال‌ها بعد در انتقال این تجربه به مردان با چالش مواجه‌اند چرا که این اصطلاح هنوز عمومیت نیفتاده بوده است. گویی بخشی از تجربه زن بودن، حتی برای خود زنان و همچنین برای دیگران کمتر قابل فهم و درک بوده است. احتمال اینکه گروه‌های فرودست اجتماعی کلمه‌ها و مفاهیم کافی حول تجربه‌هایشان شکل نگرفته باشد بسیار بیشتر است.